# Iuri Gagarin
Iuri Alekséievitx Gagarin (rus: Юрий Алексеевич Гагарин; Klúixino, 9 de març del 1934 - Novossiólovo, 27 de març del 1968) fou un cosmonauta i pilot soviètic. Va ser el primer humà a viatjar a l'espai exterior, quan la nau espacial Vostok on viatjava va completar una òrbita de la Terra el 12 d'abril de 1961.
Gagarin es va convertir en una celebritat internacional, i va ser guardonat amb diferents medalles i honors, com l'Heroi de la Unió Soviètica, l'honor més elevat de la nació. La Vostok 1 va ser la seva única missió espacial, tot i que va ocupar un càrrec en la tripulació de recanvi de la missió Soiuz 1 (que va acabar amb un accident). Després, Gagarin es va convertir en el director de formació adjunt del Centre d'entrenament de cosmonautes, que després es va canviar de nom en honor seu. Gagarin morí el 1968 quan el MiG-15 que pilotava es va estavellar.

## Infància i joventut

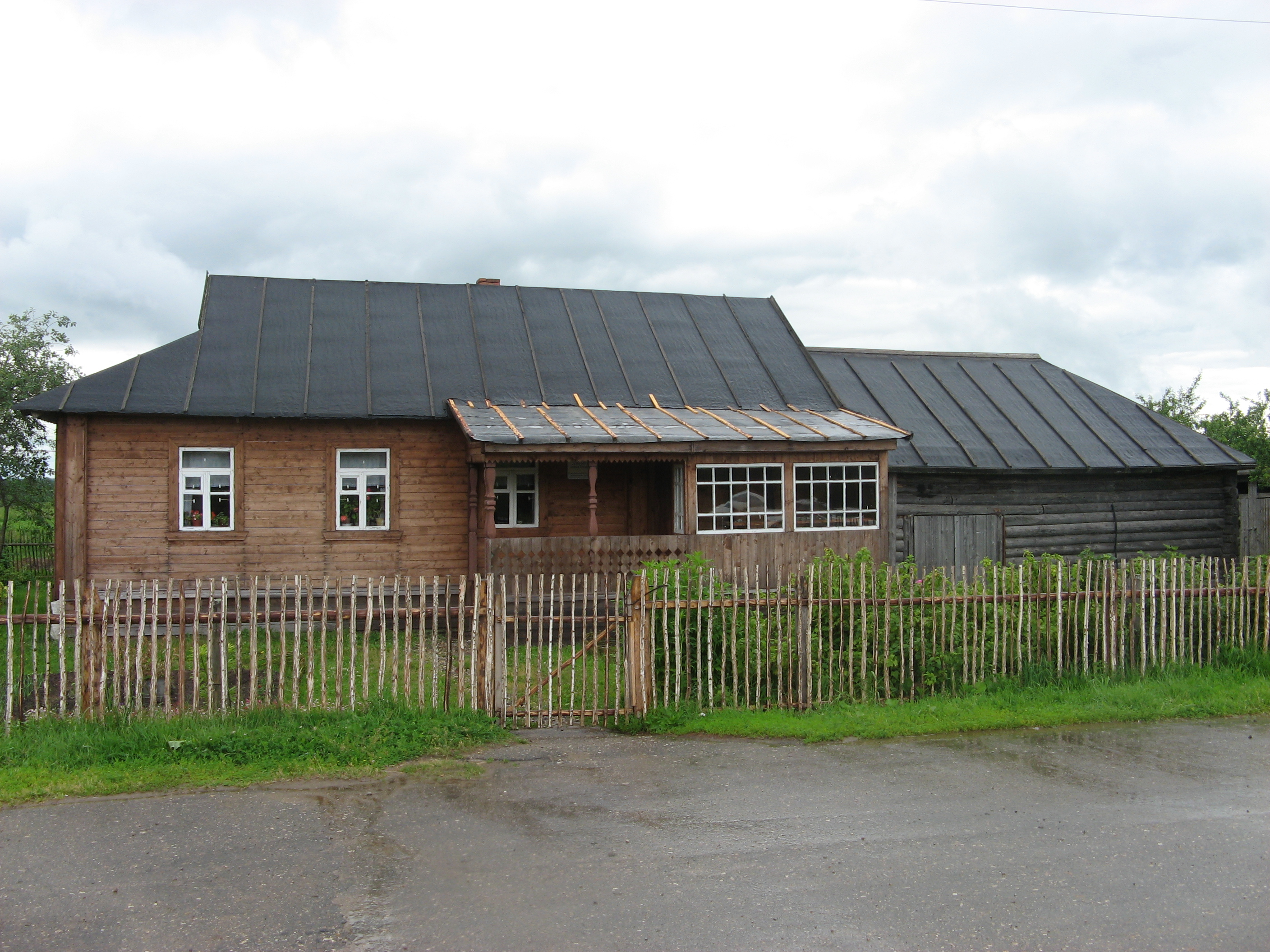
Casa natal de Iuri Gagarin, a Klúixino

Gagarin va néixer a la vila de Klúixino, prop de Gjatsk (en l'actualitat a l'óblast de Smolensk, Rússia), el 9 de març de 1934. El 1968 la veïna ciutat de Gjatsk va passar a anomenar-se Gagarin en honor seu. Els seus pares, Aleksei Ivànovitx Gagarin i Anna Timoféievna Gagàrina, treballaven en una granja col·lectiva. Dins de les activitats de la granja, els seus pares eren menestrals; concretament el seu pare era fuster. La seua mare, a més, era una gran lectora.
Iuri era el tercer de quatre germans; la seva germana gran va ser l'encarregada de cuidar-lo mentre els seus pares treballaven. Igual que milions de persones a la Unió Soviètica, la família Gagarin va patir durant l'ocupació nazi a la Segona Guerra Mundial. Els seus dos germans grans van ser enviats a Alemanya com a treballadors esclaus el 1943, i no van tornar fins després de la guerra. Mentre que el jove Iuri es va interessar per l'espai i els planetes, i va començar a somniar amb el seu viatge a l'espai i la possibilitat que un dia el somni es fes realitat. Iuri va ser descrit per les seves mestres de la ciutat satèl·lit de Moscou Liúbertsi, com un nen intel·ligent però de difícil treballar, i de vegades entremaliat. El seu professor de matemàtiques i ciències havia volat a la Força Aèria Soviètica durant la Segona Guerra Mundial, un fet que va impressionar el jove Gagarin.
Després va iniciar un aprenentatge en metal·lúrgia com a fonedor.

## Carrera a la Força Aèria Soviètica
Després d'estudiar durant un any a escola de Formació Professional a Liúbertsi, Gagarin va ser seleccionat per la formació tècnica en una escola secundària de Saràtov. Allà, va entrar a una escola de pilotatge («aeroklub») i va aprendre a pilotar un avió lleuger, una afició que aniria ocupant una proporció cada cop més gran del seu temps.
El 1955, després de completar la seva escolaritat tècnica, va començar les pràctiques a l'escola militar de vol d'Orenburg. Allà va conèixer Valentina Goriàtxeva, amb qui es va casar el 1957, després de guanyar les seves ales de pilot en un MiG-15. Després de la graduació, va ser assignat a Luostari a la base aèria de l'Óblast de Murmansk, prop de la frontera Noruega, on les terribles condicions meteorològiques feien els vols molt arriscats. Gagarin només mesurava 1,57 m d'alçada, la qual cosa era un avantatge dins la petita cabina de la nau Vostok. Es va convertir en tinent de la Força Aèria Soviètica el 5 de novembre de 1957 i el 6 de novembre de 1959, va rebre el rang de tinent superior.

## La seva carrera en el programa espacial soviètic

### Selecció i entrenament

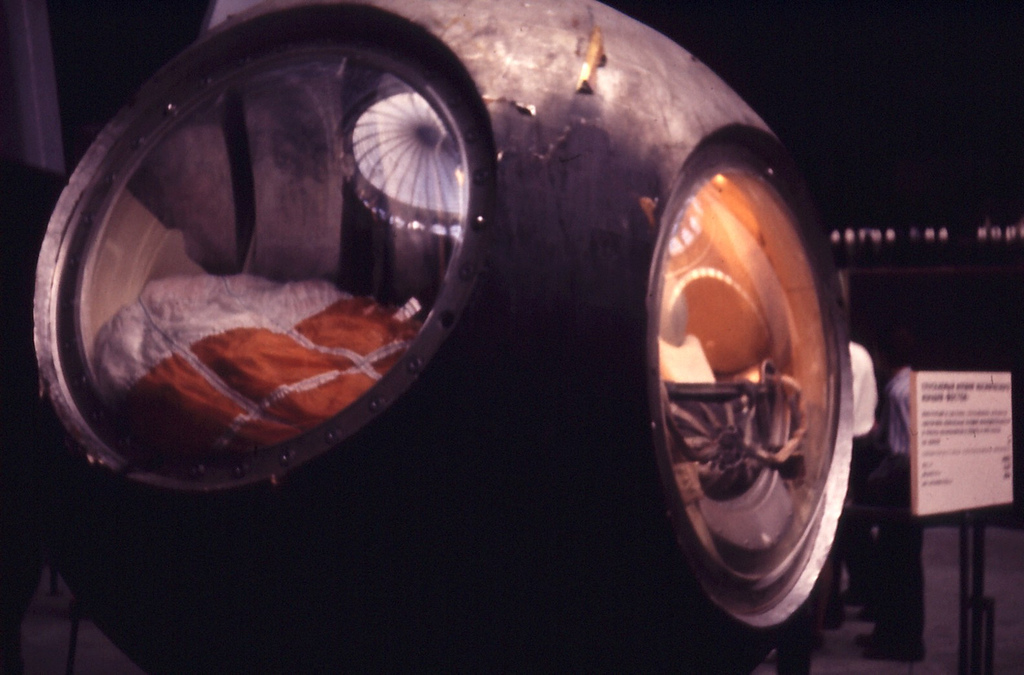
Mòdul habitable de Vostok 1 (museu RKK Energiya)

El 1960, després d'un procés de selecció, el programa espacial soviètic va seleccionar Gagarin juntament amb 19 altres cosmonautes, entre uns 3500 voluntaris, tots pilots de caça. Finalment Gagarin resultà elegit com a primer cosmonauta, i fou sotmès a una sèrie d'experiments i de proves per determinar la seva resistència física i psicològica durant el vol.
Gagarin va competir en aquesta selecció amb un altre cosmonauta, Guérman Titov. Pot ser que l'elecció definitiva de Gagarin sigui que va aprovar els exàmens amb els nivells més alts, així com per les seves millors característiques físiques. Gagarin feia 1,57 metres d'altura, cosa que era un avantatge a la petita cabina de la nau Vostok. Titov es va quedar com a reserva en el primer vol a l'espai per si fallava Gagarin, a qui acompanyà, també vestit amb el vestit de cosmonauta, fins al coet. Tres mesos després Titov es va convertir en el segon home en volar a l'espai.
Minuts abans de desembarcar a la seva nau va deixar un missatge gravat:
| «              | Benvolguts amics, coneguts i desconeguts, els meus estimats compatriotes i a tota la humanitat, en els pròxims i breus minuts possiblement una nau espacial em durà al llunyà espai exterior de l'Univers. Què puc dir-vos durant aquests últims minuts abans de començar? Tota la meva vida apareix davant meu en aquest únic i bonic moment. Tot el que he fet i he viscut ha sigut per a això. | » |
| — Iuri Gagarin | |   |

### El vol espacial

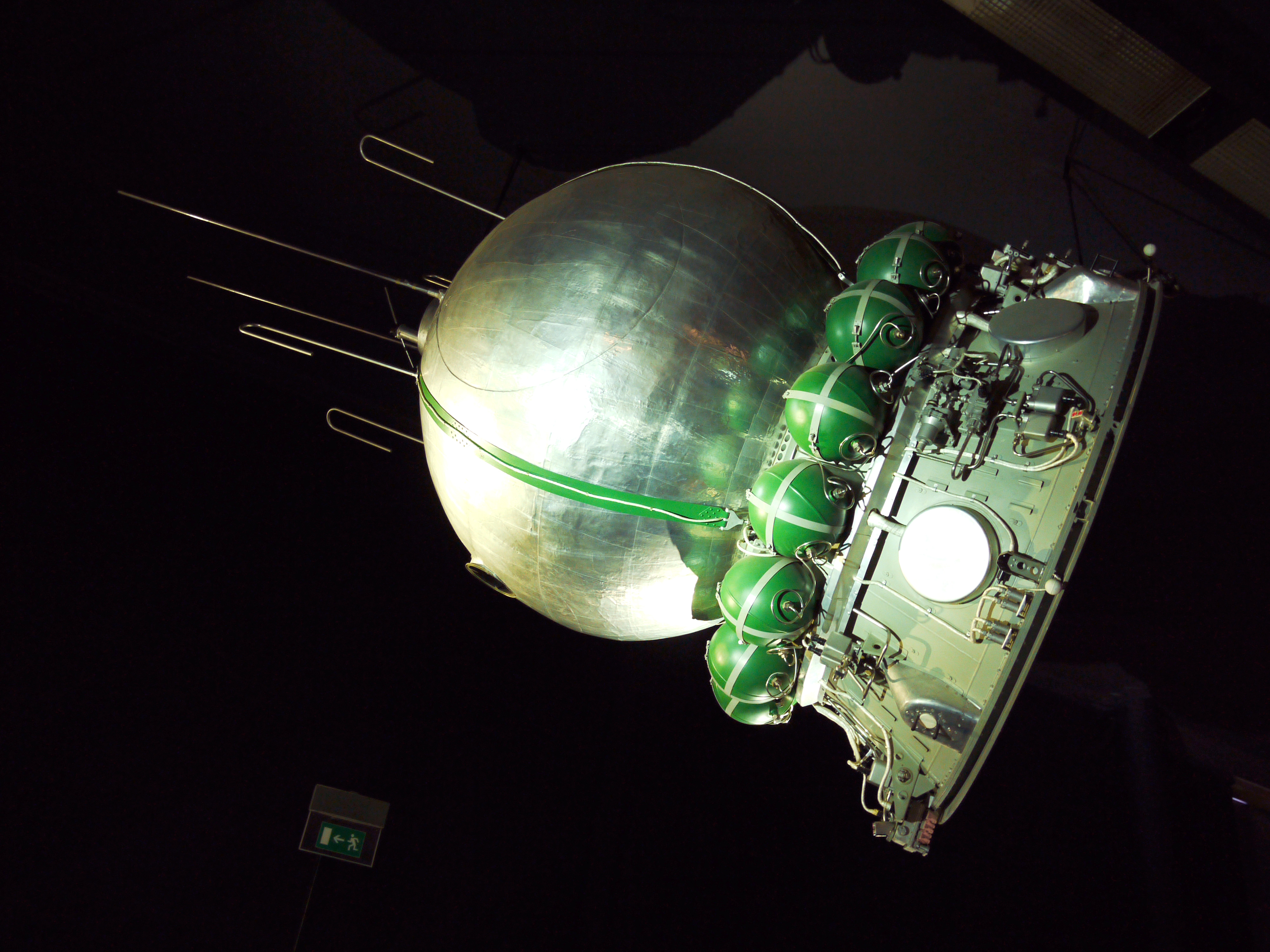
Maqueta de Vostok 1 (Museu Francès de l'Aire i de l'Espai).

El 12 d'abril de 1961, Gagarin es convertí en el primer ésser humà que viatjà a l'espai amb la nau Vostok 1. La seva paraula de pas durant el vol fou cedre (en rus: Кедр, Kedr). Se sap que el vol va durar 108 minuts en total: 9 minuts per entrar en òrbita i després una òrbita al voltant de la Terra. Tot el que havia de fer era parlar per ràdio, tastar una mica de menjar —fou el primer a menjar a bord d'una nau espacial— amb l'objectiu de saber si un ésser humà podia sentir i comportar-se de manera normal estant sens gravetat.
Els científics no coneixien amb certesa els efectes d'estar sense gravetat, i la nau va estar sempre sota control terrestre. En cas d'emergència comptava amb tots els instruments de vol necessaris per a l'aterratge manual. Gagarin estava agafat a un seient ejectable, per mitjà del qual sortiria del mòdul de la nau després del descens, a una altitud d'uns 7 quilòmetres.
El vol del Vostok 1 va començar a les 06:07 hora universal (UT), impulsat per un coet de la sèrie Vostok-K des del cosmòdrom de Baikonur. Els controladors de terra no sabien si Gagarin havia arribat a una òrbita estable fins a 25 minuts després del llançament, just quan es dirigia cap al costat no il·luminat de la Terra i deixant enrere la Unió Soviètica a través de l'oceà Pacífic. Va creuar l'estret de Magallanes a la matinada i durant l'alba l'extens oceà Atlàntic Sud. Després es va activar el sistema automàtic de la nau per alinear la càpsula i dispara els coets de retrocés per així començar el descens, mentre creuava la costa occidental d'Angola, encara a uns 8000 quilòmetres d'altura.
Durant aquest punt crític de reentrada atmosfèrica, hi va haver el problema més important de tot el vol. La nau havia de despendre's d'una part si volia reentrar amb èxit agafant una orientació apropiada, ja que sinó es convertiria en una gran bola de foc. Durant 10 minuts, i sense poder actuar, la càpsula on viatjava girava violentament. Havia fallat el sistema de separació automàtic i la vida de Gagarin estava en perill. Per sort, amb tanta calor generada durant la reentrada va debilitar el sistema d'anclatge i es va alliberar la càpsula on hi havia Gagarin a dins. Mentre continuava descendint, creuava els boscos i muntanyes del centre d'Àfrica, després el desert del Sàhara, el riu Nil, Orient Mitjà, mentre continuava el descens seguia cap al sud-oest de l'actual Federació Russa. Ja preparat per iniciar l'expulsió i ja prop del mar Negre, es desfà la càpsula a 7000 metres sobre la terra.

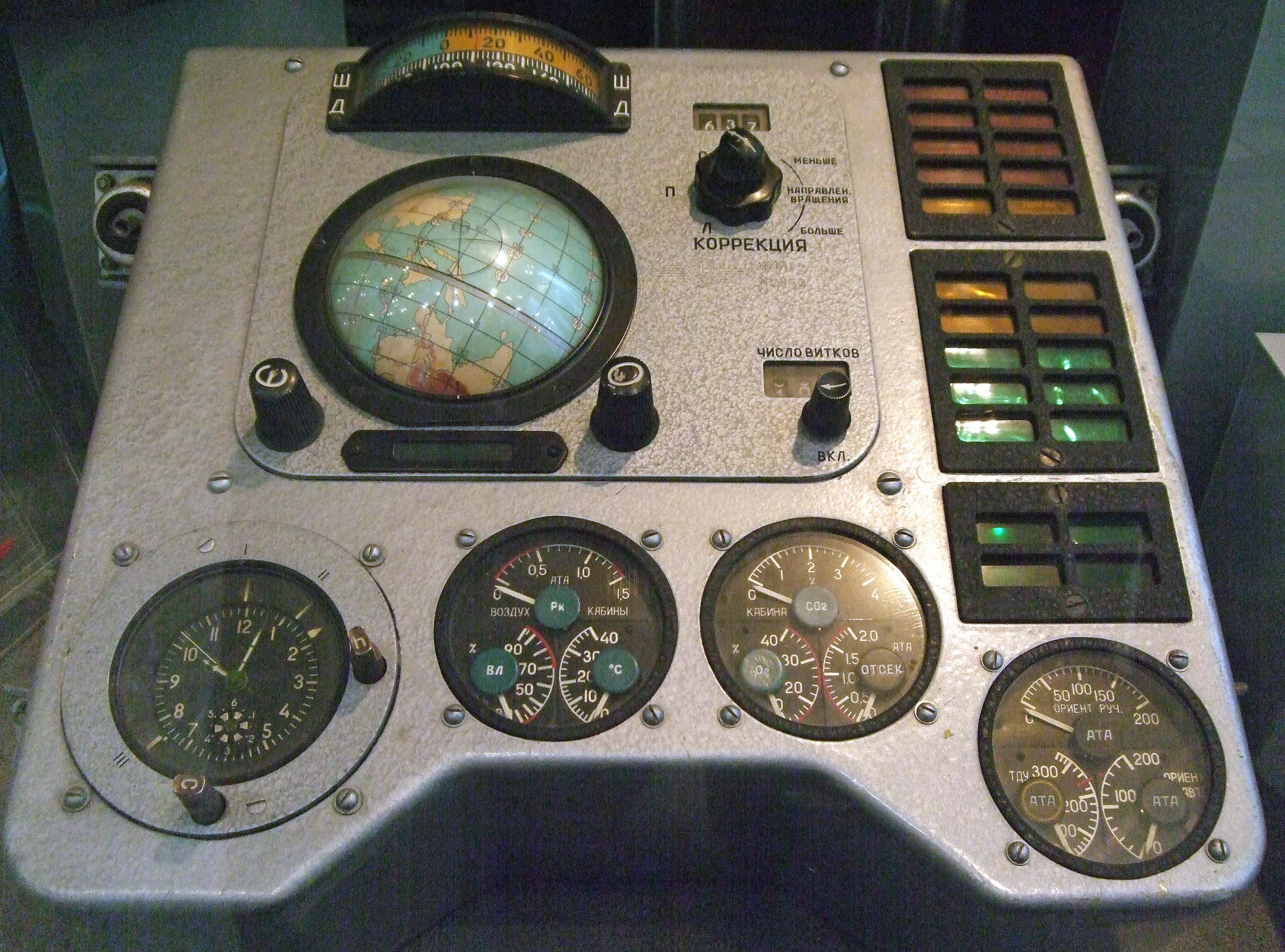
Panell d'instruments de vol de la nau Vostok 1.

Degut a un error del sistema de frenada, no va aterrar a la regió prevista (a uns 110 quilòmetres de Stalingrad, actualment Volgograd), sinó a l'óblast de Saràtov. A les 10:20 d'aquell dia, Gagarin, després de sortir acomiadat de la càpsula del Vostok, va aterrar en paracaigudes prop del poble de Smelovka, a uns 15 quilòmetres de la ciutat d'Engels. La pagesa Anna Takhtàrova d'una granja col·lectiva propera i la seva neta Rita, de sis anys, van ser les primeres persones a trobar a Gagarin. Portava un vestit taronja estrany i un casc blanc amb unes grans inicials en vermell, СССР (sigles en rus de la Unió de Repúbliques Socialistes Soviètiques). La pagesa li va preguntar si venia de l'espai; i la resposta de Gagarin fou «Certament, sí», que per calmar la pagesa, va afegir: «Però no s'alarmi, sóc soviètic».
Segons els comentaris dels mitjans soviètics, durant l'òrbita Gagarin comentà: «Aquí no veig cap Déu». Tanmateix, no hi ha cap gravació que demostri que Gagarin va pronunciar aquestes paraules. El que sí que se sap és que Nikita Khrusxov va dir: «Gagarin va estar a l'espai, però no va veure cap Déu allà». Després aquestes paraules van començar a ser atribuïdes al cosmonauta.
De retorn a la Terra, Gagarin es convertí en l'ésser humà més famós. Nikita Khrusxov va considerar que la consecució de Gagarin era una prova que s'havia de reforçar l'exèrcit soviètic amb míssils més que amb armes convencionals. Aquesta política, antagonista amb els desitjos de l'exèrcit soviètic, va contribuir a la caiguda de Khrusxov.

### Activitats posteriors
Després del vol, Gagarin va viatjar al voltant del món per promocionar l'«heroïcitat» soviètica. Va tractar d'adaptar-se a la fama però no ho va aconseguir.
El mateix Gagarin en el seu llibre Veig la Terra (Вижу Землю, «Viju Zémliu») va comentar com li va canviar la vida el fet de ser el primer humà a sortir a l'espai. A l'últim capítol diu:
| « | Després d'haver complit la missió espacial m'era difícil passejar pels carrers de Moscou i la plaça Roja sense que ningú es fixés en mi i sense ser reconegut. La popularitat és una cosa irreparable. Un es veu obligat a meditar, a què i a qui es deu? Un corresponsal estranger em va preguntar: "No el fastigueja a vostè, Gagarin, aquesta celebritat que s'ha guanyat a partir del 12 d'abril de 1961? Ara, seguir. Té garantit el descans fins als seus últims dies de la seva vida..." "Descansar?", vaig replicar, "aquí a la Unió Soviètica, tots treballen, i les persones cèlebres, Herois de la Unió Soviètica i del Treball Socialista, ho fan amb tanta o amb major dedicació. Són milers en el país, i procuren treballar el millor possible, servint d'exemple a imitar per la resta". Després dels primers vols espacials la feina no va disminuir, al contrari, va augmentar. Tots nosaltres seguim estudiant. Aprofundíem els nostres coneixements pel que fa als vols còsmics. No vam abandonar el destacament de cosmonautes, seguim treballant en les aules i els laboratoris, compartint les experiències amb els futurs cosmonautes. | » |

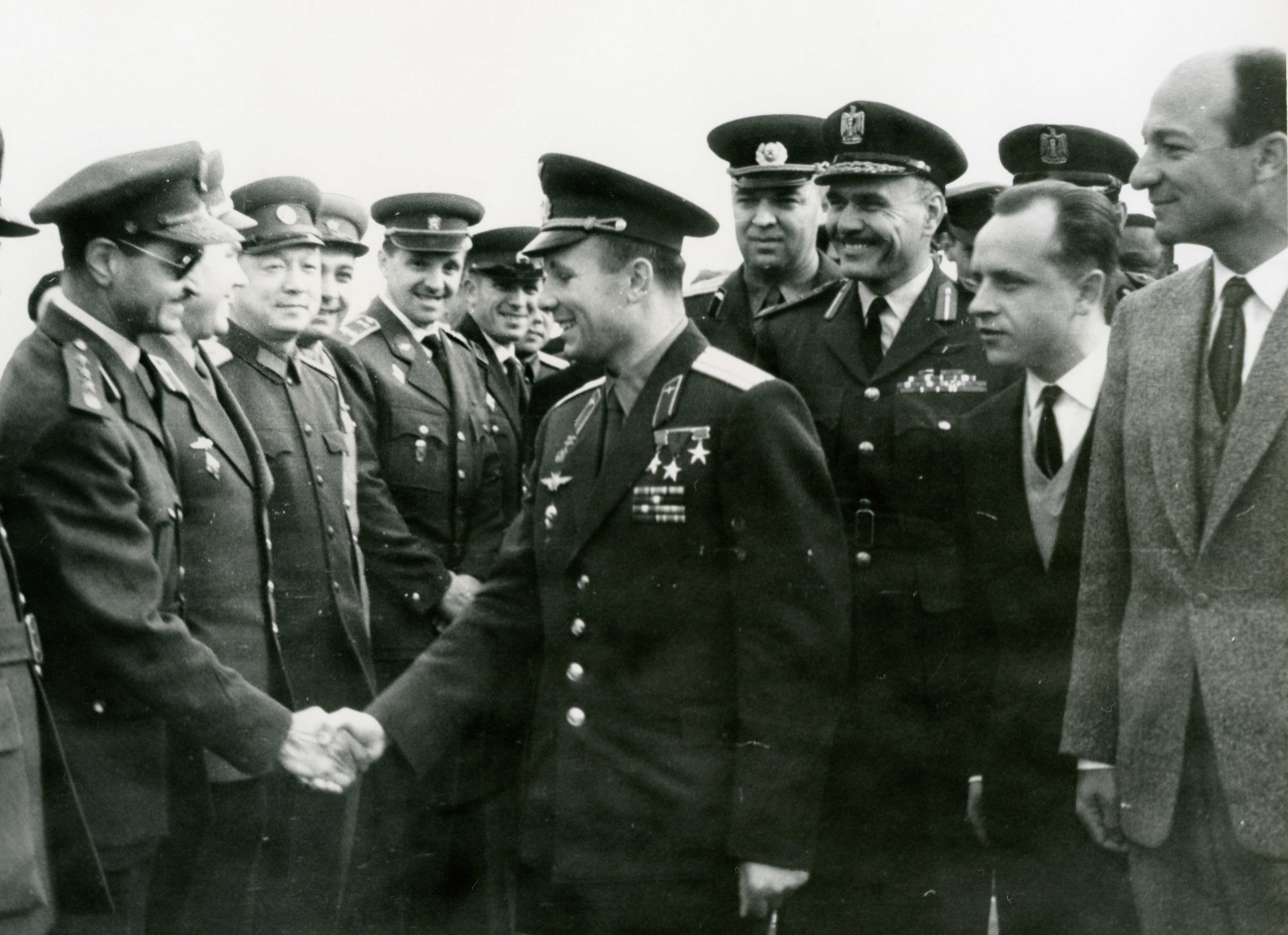
Gagarin i Zakaria Mohieddin, Base Aèria d'Almaza, El Caire (1962)

Segons algunes altres versions, això, unit als problemes que tenia al seu matrimoni i a l'orde de les autoritats de no permetre-li pilotar avions, el va conduir a començar a abusar de l'alcohol. El 3 d'octubre de 1961 a un sanatori de Crimea Gagarin es va ferir greument, al saltar embriac d'un segon pis amagant-se de la seva esposa, quan ella el va sorprendre intentant seduir una jove infermera. La ferida va ser una perforació al crani i va estar a punt de morir. Aquesta ferida li va impedir assistir al XXII Congrés del Partit Comunista de la Unió Soviètica, inaugurat el 17 d'octubre. Gagarin va ser sotmès a una reeixida operació de cirurgia plàstica per maquillar-li la ferida a sobre de la cella esquerra. Les aventures de Gagarin amb dones empitjoraven les relacions amb la seva esposa.

## Vida privada

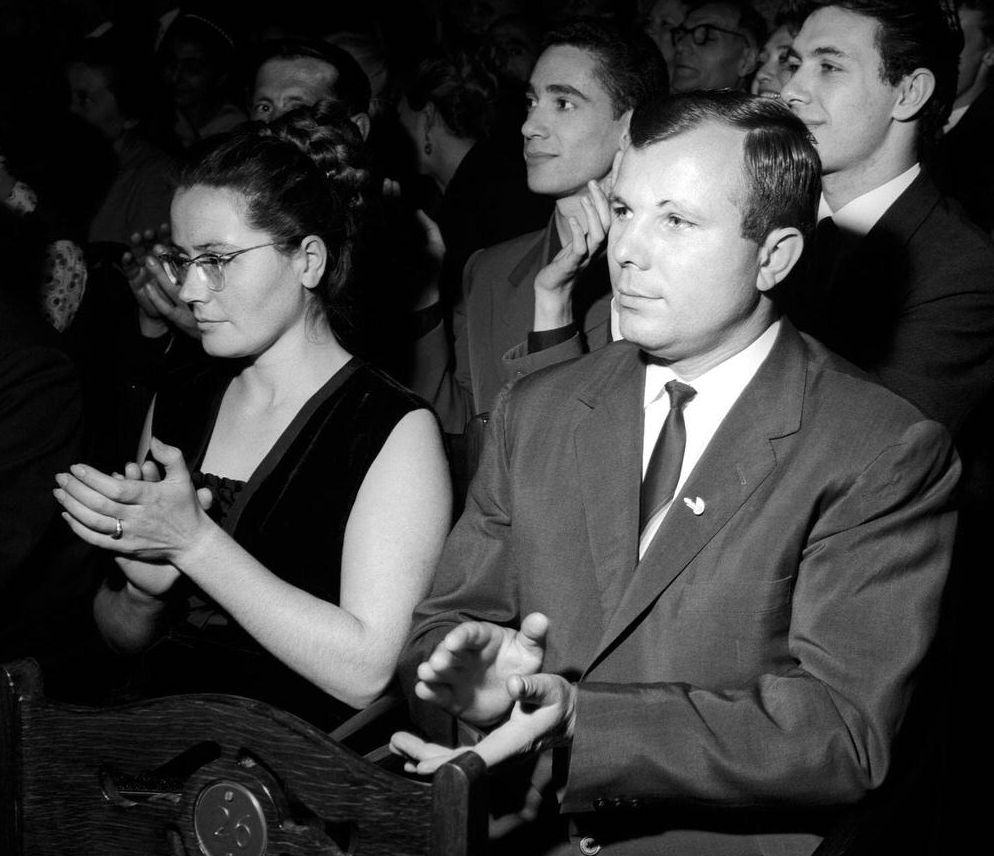
Gagarin i la seva esposa Valentina en un concert a Moscou en 1964.

A Gagarin li encantava l'esport: jugava a l'hoquei sobre gel com a porter, era aficionat al bàsquet i va ser entrenador de l'equip d'aquest esport a l'Escola Tècnica Industrial de Saràtov, a més de ser àrbitre.
En 1957, mentre era cadet a l'escola de vol, va conèixer en les celebracions del Primer de Maig a la Plaça Roja de Moscou a Valentina Goriatxeva, una tècnica mèdica que s'havia graduat de l'Escola de Medicina d'Orenburg amb la qual es va casar el 7 de novembre d'aquest any, el mateix dia en què Gagarin es graduava a la seva escola de vol. Van tenir dues filles: Ielena Iurievna Gagàrina, nascuda en 1959, que és historiadora de l'art i ha treballat com a directora general dels Museus del Kremlin de Moscou des de 2001; i Galina Iurievna Gagàrina, nascuda en 1961, professora d'economia i cap de departament a la Universitat Russa d'Economia Plekhanova a Moscou. El setembre del 1961, quan ja era una celebritat, Gagarin va ser descobert per la seva esposa en un centre turístic del mar Negre mantenint relacions amb una infermera que ho havia cuidat després d'un accident de navegació, per la qual cosa va intentar escapar a través d'una finestra i va saltar d'una balconada del segon pis, però es va lesionar en el rostre i li va quedar una cicatriu permanent sobre la seva cella esquerra.
Algunes fonts sostenen que Gagarin va comentar durant el seu vol: «No veig a Déu aquí a dalt», encara que aquestes paraules no apareixen en el registre literal de les seves converses amb les estacions terrestres durant el vol espacial. En una entrevista de 2006, el coronel Valentín Petrov, amic del cosmonauta, va declarar que ell mai va dir aquestes paraules i que la cita es va originar en el discurs de Nikita Khrusxov en el ple del Comitè Central del Partit Comunista de la Unió Soviètica sobre la campanya antirreligiosa de l'estat, que va dir que «Gagarin va volar a l'espai, però no va veure allí cap Déu». Petrov també va comentar que el pilot havia estat batejat de nen en l'Església ortodoxa russa, mentre que en 2011 en un article de la revista Foma es van citar unes paraules del rector de l'església ortodoxa de la Ciutat dels Estels que sostenien que «Gagarin va batejar a la seva filla major Ielena poc abans del seu vol espacial, la seva família solia celebrar el Nadal i les Pasqües i tenien icones a casa».

## Mort

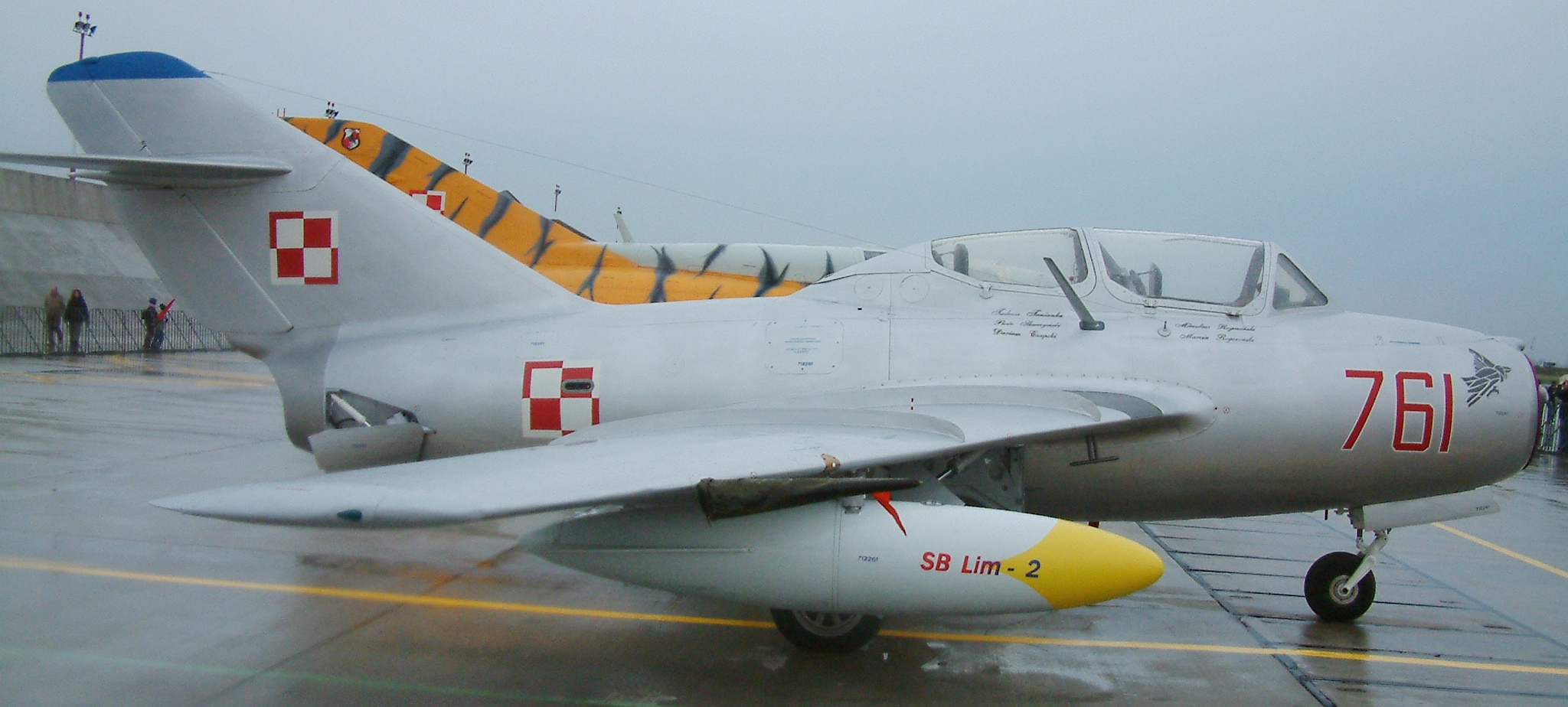
Avió de combat MiG-15 com el que es va estavellar amb Gagarin a bord el 1968.

Gagarin morí el 27 de març de 1968, als 34 anys, quan el caça MiG-15 que pilotava durant un vol rutinari s'estavellà prop de Moscou. No se saben amb certesa les causes de l'accident, però el 1986 una investigació va suggerir que la turbulència provocada per un altre avió podria haver desestabilitzat la nau de Gagarin. Les condicions meteorològiques tampoc no eren favorables. També es parlava que podia haver-se vist afectada la seva capacitat per anar begut. Un menhir assenyala el punt exacte on, a les 10:30 hores, el caça on volava el primer cosmonauta del món en anar a l'espai i el seu instructor, Vladímir Serioguin, va caure en picat. El coronel soviètic Ígor Kuznetsov, després d'estudiar el cas durant set anys, amb milers de documents i proves, va arribar a la conclusió que l'accident del MiG-15 de Gagarin hauria sigut producte d'un atac de pànic a l'advertir que un conducte de ventilació de la cabina estava obert, cosa que va fer llançar-se l'avió en picat, causant-li un desviament i després un xoc contra el terra.
Per un altre costat, segons les investigacions del veterà astronauta Aleksei Leónov, el que va causar l'accident va ser la imprevista arribada d'un altre avió: un Su-15 procedent de l'aeròdrom de Jukovski, va entrar sense autorització a la mateixa zona. Estava previst que el vol del Su-15 es produís a una altura de 10.000 metres, i no de 450 metres com ho estava fent. Aquesta «violació del procediment» va provocar que l'ona de xoc afectés el vol de Gagarin. El problema definitiu, segons Leónov, va ser que el Su-15 va passar a uns 10-15 metres, i això va provocar unes turbulències que van portar el MiG de Gagarin, que anava a 750 quilòmetres per hora, a entrar en barrina. L'avió va caure en picat i es va estampar contra el terra.
En aquell moment, la propaganda soviètica va explicar que Gagarin havia aconseguit desviar prou l'avió com per evitar estavellar-se contra una escola, i així va salvar milers de nens, però que no havia tingut temps de saltar de l'aparell. Aquesta història es considera més una llegenda que no pas una realitat.

## Llegat i tributs

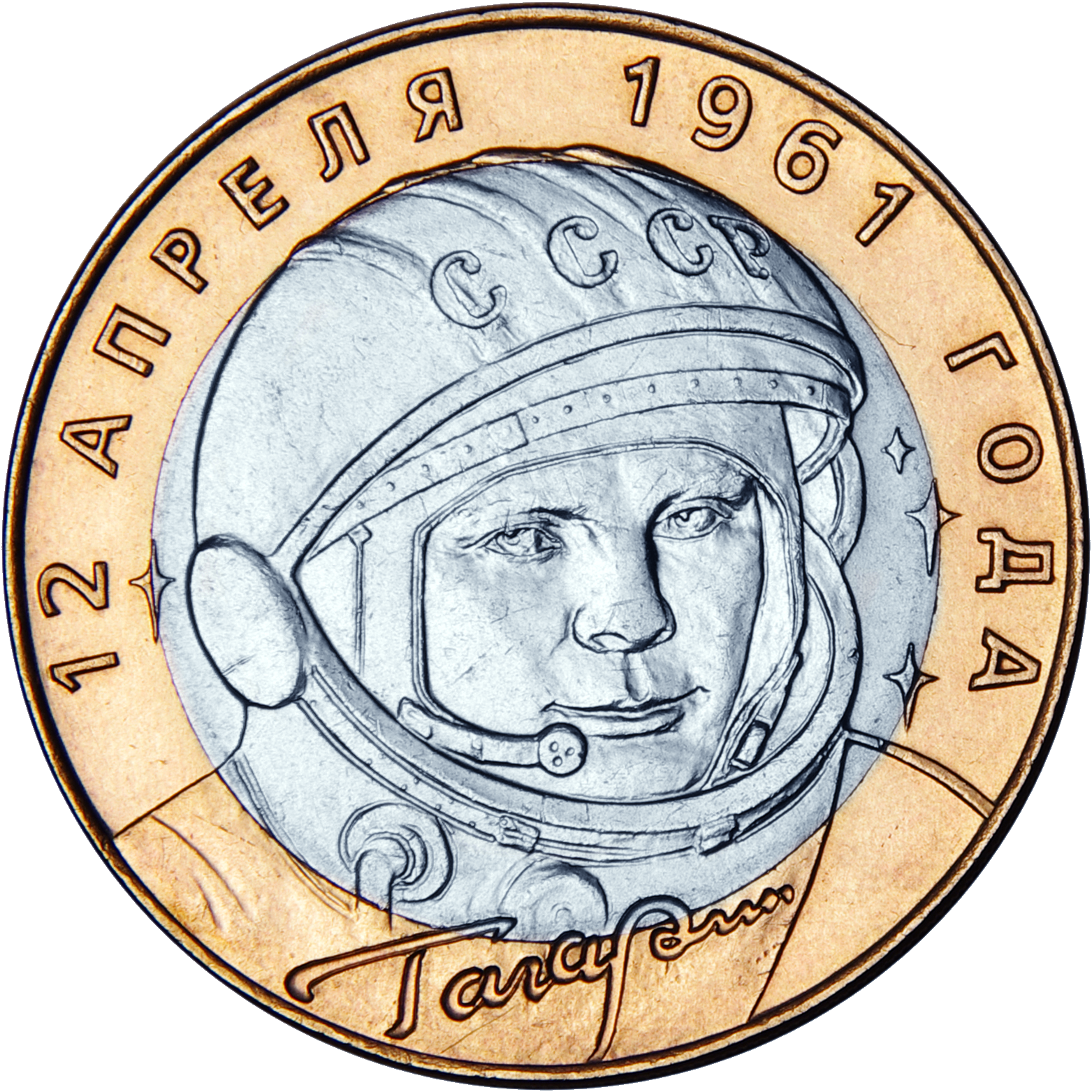
Ruble del 2001 que commemora a Gagarin.

Iuri Gagarin era un home amb cara amable, amb cabell castany i ulls blaus, reconegut per ser molt baix (1,57 metres) i pel seu famós somriure. Serguei Koroliov, un dels autors intel·lectuals dels primers anys del programa espacial soviètic va dir que Gagarin posseïa un somriure «que va il·luminar la Guerra Freda».
Després de ser el primer humà a contemplar la Terra, l'URSS el va portar de viatge arreu del món. En un d'ells, a Manchester (Regne Unit), plovia amb bastanta força. Molta gent l'esperava encara que plogués molt i li van preparar un cotxe descapotable. Li van oferir tancar la capota del cotxe, un Bentley, o que com a mínim utilitzés un paraigua, però s'hi va negar. Gagarin va dir: «Si totes aquestes persones s'han esforçat a donar-me la benvinguda i poden estar sota la pluja, jo també puc».
En honor seu diversos pobles li foren dedicats, com l'antiga Gjatsk que el 1968 va ser reanomenada com a Gagarin. Altres singularitats en nom seu són el cràter lunar de Gagarin o l'asteroide de nom 1772 Gagarin. En honor del viatge i la seva transcendència, l'ONU va declarar el 12 d'abril com a Dia de l'Espai.
Al museu RKK Energiya (Moscou) es conserven les restes del mòdul habitable que va ocupar Gagarin del Vostok 1 el 12 d'abril.

### 50è aniversari
El 12 d'abril de 2011 es va celebrar a tot el món el 50è aniversari del viatge espacial de Gagarin amb actes al voltant del que s'anomena la Nit de Iuri.

### Poiékhali!
Poiékhali! (en rus: Пое́хали!; 'Som-hi!') va ser la frase que va dir Gagarin en el moment de l'enlairament de la seva nau, Vostok 1. Es va convertir en un dels símbols de l'era espacial (al costat de la famosa frase de Neil Armstrong «És un petit pas per un home, però un gran salt per a la Humanitat»), i a més començà a ser part de la cultura popular russa. S'usa abans d'iniciar algun treball o projecte, especialment si és complicat o arriscat. També ha passat a utilitzar-se com a brindis.

## Llista de condecoracions
- Heroi de la Unió Soviètica (14 d'abril de 1961)
- Pilot Cosmonauta de la Unió Soviètica (27 de juny de 1961)
- Orde de Lenin (14 d'abril de 1961)
- Medalla pel Desenvolupament de les Terres Verges
- Medalla pels 10 anys de Servei Militar
- Medalla del 40è Aniversari de les Forces Armades Soviètiques
- Medalla del 20è Aniversari de la Victòria en la Gran Guerra Patriòtica (9 de maig de 1965)
- Medalla del 50è Aniversari de les Forces Armades Soviètiques (gener de 1968)
- Estrella d'Heroi del Treball (Txecoslovàquia) (29 d'abril de 1961)
- Estrella d'Heroi del Treball (Bulgària) (24 de maig de 1961)
- Orde de la Bandera de la República Popular d'Hongria amb diamants
- Orde de Georgi Dimitrov (Bulgària)
- Creu de Grunwald de 1a classe (Polònia)
- Orde de Karl Marx (RDA)
- Estrella d'Heroi del Treball (Vietnam) (28 d'abril de 1962)
- Orde de Playa Girón (Cuba)
- Gran Orde del Nil (Egipte)
- Orde de la República de Bintang de 2a classe (Indonèsia)
- Cavaller de l'Orde de l'Estrella d'Àfrica (Libèria)

 Gran Creu de l'orde de la Creu del Sud (Brasil)